# Topomyia mengi
Topomyia mengi är en tvåvingeart som beskrevs av Zhiming Dong och Wang 1990. Topomyia mengi ingår i släktet Topomyia och familjen stickmyggor. Inga underarter finns listade i Catalogue of Life.